# Garry O’Connor
Garry Lawrence John O’Connor (* 7. Mai 1983 in Edinburgh) ist ein ehemaliger schottischer Fußballspieler. Er gehörte zum erweiterten Kader der schottischen Fußballnationalmannschaft.

## Karriere

### Verein
In seiner Jugend spielte Garry O’Connor bei Salvesen Boys Club und Hibernian Edinburgh, wo er 1999 einen Profivertrag unterzeichnete. Im April 2001 gab er unter Trainer Alex McLeish im Ligaspiel gegen Dundee United sein Profidebüt für die erste Mannschaft, was aber seine einzige Partie in diesem Jahr war. Zuvor wurde er im Jahr 2000 kurzzeitig an FC Peterhead verliehen. Unter Franck Sauzée spielte O’Connor deutlich öfter und erzielte im Februar 2002 sein erstes Tor für Hibernian. 2005 spielte er zusammen mit Derek Riordan eine hervorragende Saison bei Hibernian und qualifizierte sich in diesem Jahr für den UEFA-Pokal.
2006 wechselte er für eine Ablösesumme von 2.400.000 € zu Lokomotive Moskau. Er absolvierte 33 Spiele und schoss sieben Tore. 2007 wurde O’Connor schließlich von Birmingham City verpflichtet. O’Connor stieg in diesem Jahr mit seinem Verein in die 2. Liga ab. 2009 wurde bei ihm bei einem Dopingtest Kokain festgestellt und er wurde für zwei Monate gesperrt.
Zum 1. Januar 2011 wechselte O’Connor auf fester Vertragsbasis zum FC Barnsley, nachdem er zuvor nur ausgeliehen war. Nach Ablauf der Football League Championship 2010/11 kehrte er nach Schottland zurück und wechselte zu Hibernian Edinburgh. In Edinburgh, wo O’Connor bereits in der Jugend spielte, unterschrieb er einen Vertrag, der bis Saisonende 2011/12 lief. Nach Ablauf des Vertrages wechselte er zu Tom Tomsk in die russische 1. Division, wo er nur wenig zum Einsatz kam.
Nach längerer Vereinslosigkeit beendete O’Connor 2016 seine Karriere im schottischen Amateurfußball.

### Nationalmannschaft
Ende der Saison 2001/02 befand sich O’Connor in bestechender Form, was den damaligen schottischen Nationaltrainer Berti Vogts auf ihn aufmerksam machte. Im Mai 2002 absolvierte er sein erstes Länderspiel gegen Südkorea. Im August 2005 schoss O’Connor beim 2:2-Unentschieden gegen Österreich sein erstes Länderspieltor für Schottland.